# Hilara delta
Hilara delta är en tvåvingeart som beskrevs av Smith 1969. Hilara delta ingår i släktet Hilara och familjen dansflugor. Inga underarter finns listade i Catalogue of Life.